# Verticordia cooloomia
Verticordia cooloomia — цветковое растение семейства Миртовые (Myrtaceae), эндемик для юго-запада Западной Австралии. Это раскидистый кустарник с большими головками сильно пахнущих жёлтых цветов, известный только в районах природного заповедника Кулумиа и вблизи него, недалеко от реки Мерчисон.

## Описание
Verticordia cooloomia представляет собой открыто ветвящийся кустарник с одним стеблем у основания, вырастающий в высоту до 2,5 м и шириной до 3 м.
Листья у основания растения имеют линейную форму, примерно круглую в поперечном сечении и 20–30 мм длиной, те, что выше по стеблю, имеют ланцетную форму, выпуклые и 7–12 мм длиной, а те, что возле цветков, почти круглые с заостренным концом и составляют 3–6 мм в диаметре. 
Цветки сильно душистые, собраны в метельчатые соцветия на прямостоячих стеблях по 10–18 мм длиной. Чашечка цветка широковерхушечная, 2 мм длиной, голая и слегка бородавчатая. Чашелистики золотисто-жёлтого цвета, 2 мм длиной, с 11–13 лопастями, имеющими короткую бахрому из волосков. Лепестки тоже золотисто-жёлтые 3–4 мм длиной, почти круглой формы с неравномерно зубчатым краем. Столбик 3–5 мм длинной, прямые и голые. Время цветения с октября по ноябрь. 
Этот вид чем-то похож на Verticordia nitens, V. aurea и V. patens, но его легко отличить от них по более крупному размеру листьев и цветков.

## Таксономия и именование
Verticordia cooloomia была впервые официально описана Алексом Джорджем в 1991 году, а описание было опубликовано в Nuytsia на основе образцов, собранных на станции Мерчисон-Хаус Джорджем и другими в 1986 году. Ранее этот вид был обнаружен Стивеном Хоппером в 1979 году в природном заповеднике Кулумия. Видовой эпитет (cooloomia) происходит от названия заповедника, где был обнаружен вид. 
В той же статье Джордж поместил этот вид в подрод Chrysoma и как единственный вид в секцию Cooloomia.

## Распространение и среда обитания
Эта вертикордия растет на песчаных грядах в вересковых и кустарниковых зарослях в низовьях реки Мерчисон и вблизи них в биогеографическом регионе песчаных равнин Джералдтон . Он является частью пустоши деревьев Shark Bay. 

## Сохранение
Verticordia cooloomia классифицируется Государственным департаментом парков и дикой природы Западной Австралии как «приоритет три» , что означает, что она плохо известна и известна только в нескольких местах, но не находится под непосредственной угрозой. 

## Использование в садоводстве
Verticordia cooloomia по-разному описывается как «очень декоративный» и «эффектный кустарник, особенно когда его сажают рядом с большими камнями». Обычно его размножают черенками и выращивают в самых разных типах почв и климатических условиях, хотя для хорошего цветения требуется полное солнце. Вид не переносит фосфорсодержащие удобрения, но засухоустойчив и хорошо поддается обрезке после повреждения сильными морозами. 